# 布拉特希夫
48°55′47″N 25°2′16″E / 48.92972°N 25.03778°E
布拉特希夫（羅馬化：Brattshiv）是烏克蘭西部的村莊，隸屬伊萬諾-弗蘭科夫斯克州的伊萬諾-弗蘭科夫斯克區。該村始建於1448年，面積13.5平方公里，2001年人口842，人口密度每平方公里62.6人。